# Coupe latine de rink hockey 2001
Navigation
Coupe latine de rink hockey 2000 Coupe latine de rink hockey 2002
La Coupe latine de rink hockey 2001 est la 19e édition de la compétition organisée par le Comité européen de rink hockey. Cette édition a lieu à Lourinhã, au Portugal du 10 mars au 11 mars 2000. Le Portugal remporte pour la neuvième fois ce tournoi.
L'édition est marquée par la présence de l'équipe nationale allemande, qui a pris la place de l'équipe d'Espagne, double tenant du titre.

## Déroulement
Les quatre équipes s'affrontent sous la forme d'un tournoi à élimination directe.

## Classement et résultats
|  | Demi-finales | Demi-finales |          |   | Finale | Finale |
|  | Demi-finales | Demi-finales |          |   | Finale | Finale |
|  |              |              |          |   |        |        |
|  |              |              |          |   |        |        |
|  |              |              |          |   |        |        |
|  | Portugal     | 10           |          |   |        |        |
|  | Portugal     | 10           |          |   |        |        |
|  | Allemagne    | 0            |          |   |        |        |
|  | Allemagne    | 0            | Portugal | 8 |        |        |
|  |              |              | Portugal | 8 |        |        |
|  |              | France       | 1        |   |        |        |
|  | Italie       | France       | 1        | 3 |        |        |
|  | Italie       |              |          | 3 |        |        |
|  | France       | 4            |          |   |        |        |
|  | France       | 4            | 3e place |   |        |        |
|  |              |              |          |   |        |        |
|  |              |              |          |   |        |        |
|  |              |              |          |   |        |        |
|  | Italie       | 3            |          |   |        |        |
|  | Italie       | 3            |          |   |        |        |
|  | Allemagne    | 2            |          |   |        |        |
|  | Allemagne    | 2            |          |   |        |        |

## Sources
- (pt) Cet article est partiellement ou en totalité issu de l’article de Wikipédia en portugais intitulé « Taça Latina de 2001 » (voir la liste des auteurs).

http://www.sienahockey.it/coppe/latina/coppalatina01.htm